# Automeris styx
Espèce
Automeris styx est une espèce de papillon de la famille des Saturniidae.